# 하이퍼 스트리트 파이터 II
《하이퍼 스트리트 파이터 II》(Hyper Street Fighter II: The Anniversary Edition)는 2의 5번째 버전업 작품이자 스트리트 파이터 2 15주년 기념으로 팬서비스 차원으로 발매한 버전업 작품. 모든 스트리트 파이터 2 시리즈와 모든 슈퍼 스트리트 파이터2 시리즈의 모든 밸런스들을 추가했고 게임 밸런스로 문제가 될만한 게임 캐릭터 성능과 버그들을 전부 수정했다. 원래 처음에는 플레이스테이션 2 가정용 게임으로 먼저 발매되었지만 팬 서비스 차원에서 단종된 CPS2 아케이드 게임기로도 이식되어 발매되기도 했었다. 투극에서도 정식 종목으로 채택되기도 했었다.

## 게임플레이
1. 슈퍼X모드, 슈퍼모드: 16명의 캐릭터 전체로 플레이할 수 있다. (단, 슈퍼X모드에는 고우키로도 플레이할 수 있다.)
2. 터보, 대쉬모드: 썬더 호크, 페이롱, 캐미, 디제이로는 플레이 할 수 없다.
3. 노멀모드: 썬더 호크, 페이롱, 캐미, 디제이, 마이크 바이슨, 발록, 사가트, 베가로는 플레이할 수 없다.

이긴 캐릭터가 패해서 얼굴 등을 다친 캐릭터에게 말을 한다. (이 때, 추가되는 캐릭터는 둘 중 하나의 말을 한다.) 상대 캐릭터가 얼굴 등을 다친 장면이 나오면 다음 단계로 넘어가고 (단, 12회 이기면 베가가 얼굴 등을 다친 장면이 나오지 않고 바로 엔딩으로 간다.) 자기 캐릭터가 얼굴 등을 다친 장면이 나오면 얼굴 등을 다쳐 아파하는 캐릭터와 함께 9초를 준다. 9초 이내에 이어하면 바탕화면에 하양이 깜박인 후 얼굴 등을 다쳐 아파하는 캐릭터가 용기를 내고 (터보, 대쉬, 노멀모드로 플레이할 경우 일부 캐릭터의 용기를 내는 소리는 변경되었고 터보, 대쉬모드 사천왕은 그렇지 않다.) 이어하지 않는 사이에 9초가 경과하여 -1이 되면 바탕 화면에 빨강이 깜박인 후 얼굴 등을 다쳐 아파하는 캐릭터가 비명소리와 함께 흑백으로 변하고 게임 오버가 된다.

## 평가
| 평가                                       |      |
| ------------------------------------------ | ---- |
| 통합 점수 통합사 점수 게임랭킹스 70% [ 1 ] |      |
| 통합 점수                                  |      |
| 통합사                                     | 점수 |
| 게임랭킹스                                 | 70%  |